# Arūnas Visockas
Arūnas Visockas (n. Kaunas, Lituania; 7 de diciembre de 1965) es un exjugador de baloncesto lituano. Con 1.99 m de estatura, su puesto natural en la cancha era el de alero.

## Trayectoria
- Žalgiris Kaunas (1984-1991)
- Gwardia Wroclaw (1991-1992)
- Žalgiris Kaunas (1992-1996)
- Atomeromu SE Paks (1996-2000)
- Kraitene Marijampole (2000-2001)